# 科尼亞自由車場
科尼亞自由車場（土耳其語：Konya Velodromu）是一座位於土耳其科尼亞的室內自由車場。它是該國第一座也是唯一一座現代化自由車場。
自由車場位於科尼亞Meram區Karahüyük社區的國家公園（土耳其語：Millet bahçesi）內，歸科尼亞大都會市所有。車場的賽道長250米（820英尺），寬8.5米（28英尺），坡度45.5° 。可容納2,275人。車場可舉辦國際性賽事。
2019年開始規劃，2021年初破土動工。車場於2022年8月5日啟用，用於舉辦在科尼亞舉行的2021年伊斯蘭團結運動會自由車賽事。